# Carpotroche
Carpotroche là chi thực vật có hoa trong họ Achariaceae.